# 킹콩의 아들
《킹콩의 아들》(The Son Of Kong)은 미국에서 제작된 어니스트 B. 쇼드사크 감독의 1933년 공포, 액션, 모험, 코미디 영화이다. 로버트 암스트롱 등이 주연으로 출연하였고 어니스트 B. 쇼드사크 등이 제작에 참여하였다.

## 출연

### 주연
- 로버트 암스트롱
- 헬렌 맥

### 조연
- 프랭크 레이처
- 존 마스톤
- 빅터 웡
- 에드워드 브래디

## 기타
- 협력프로듀서: 아키 마쉑
- 의상: 월터 플렁킷